# Volby ve Španělsku
Volby ve Španělsku jsou svobodné. Volí se do parlamentu, místních zastupitelstev a Evropského parlamentu. Španělský parlament je dvoukomorový, dělí se na Kongres poslanců a Senát. Do Kongresu poslanců je voleno 350 členů na čtyřleté volební období. Do Senátu je voleno 259 senátorů, kde 208 senátorů je voleno přímo, zbylých 51 autonomními vládami.

## Dominantní politické strany
- Lidová strana
- Španělská socialistická dělnická strana
- Sjednocená levice
- Unie pro pokrok a rozvoj
- Konvergence a jednota

## Související kategorie
- Politické strany ve Španělsku